# Ръждивокафяв мишелов
Ръждивокафявият мишелов (Buteo regalis) е вид птица от семейство Ястребови (Accipitridae).

## Разпространение и местообитание
Разпространен е в Канада, Мексико и САЩ.